# Bailey Jay
Bailey Jay (født 5. november 1988 i Richmond, Virginia, USA) er en transkønnet pornoskuespiller. I 2011, vandt hun AVN Award som Transsexual Performer of the Year. Hun er også medvært på podcasten "Bailey Jay Radio" sammen med sin fotograf Matthew Terhune.

## Priser
- 2011 AVN Award winner – Transsexual Performer of the Year[2]
- 2011 XBIZ Award nominee – Transsexual Performer of the Year[3]
- 2010 Tranny Award winner – Best Website Model (Solo)[4]